# Застрахователен брокер
Посредниците в застрахователната дейност са застрахователни брокери и застрахователни агенти. Разликата между брокер и агент е, че агентът представлява представител на една-единствена застрахователна компания, а застрахователният брокер може да работи с всички застрахователи.
Съществено предимство на застрахователния брокер е ролята и възможността му да защитава интересите на клиента в случай на спор по изплащане на застрахователно обезщетение, както и в даването на пълна информация за най-изгодните за клиента условия.
Според българското законодателство (гл.14, чл.153, ал.1, Кодекс за застраховането) застрахователният брокер е „търговско дружество или едноличен търговец, вписан във водения от Комисията за финансов надзор регистър, който срещу възнаграждение по възлагане от потребител на застрахователни услуги извършва застрахователно посредничество и по възлагане от застраховател или презастраховател извършва презастрахователно посредничество.“

## Роля и дейности на застрахователните брокери
Застрахователните брокери изпълняват редица ползи за крайните клиенти, които могат да се обобщят по следния начин:
- анализи и консултиране

Застрахователния брокер познава изключително добре застрахователния пазар и може изчерпателно да анализира и съпостави застрахователните продукти, предлагани от всяка компания. Той има изградени контакти със застрахователите и договаря най-изгодните условия (покрития) на преференциални цени. консултира и съветва при избора на застрахователен продукт и застрахователна компания. За разлика от застрахователната компания или агент брокерът притежава нужния капацитет да предложи най-подходящия продукт на клиента, съобразен максимално с изискванията му.
- административно обслужване и известяване

Брокерът подготвя и придвижва цялата документация по сключване на застрахователния договор и плащането. Освен това той следи всички моменти през периода на застраховката и се грижи клиента да бъде информиран за всички срокове, падежи, промени по условията на застрахователния договор и др.
- съдействие и защита при застрахователен спор

Застрахователният брокер трябва винаги да защитава интересите на застрахования пред застрахователната компания. Той оказва съдействие при настъпване на застрахователно събитие и ликвидация на щетите.
- достъпна информация

Услугите на застрахователния брокер са безплатни за клиента. Възнаграждението му се включва в застрахователната премия и се дължи от застрахователната компания. Освен това брокерът е изградил трайни взаимоотношения със застрахователните компании и има възможност да договаря по-добри условия и цени или да предлага допълнителни отстъпки за собствена сметка.
Контрол върху дейността на застрахователните брокери осъществява Комисията за финансов надзор, която има законовите правомощия за издаване и отнемане на разрешения за извършване на дейността им.